# Sinkhole
Sinkhole, sinkholing – termin określający sposób neutralizacji lub przejęcia kontroli nad ruchem sieciowym generowanym przez złośliwe oprogramowanie, grupę komputerów należących do botnetu lub całych botnetów.
Sinkholing polega na przekierowaniu niepożądanego ruchu sieciowego na konkretne adresy IP, gdzie zawartość tego ruchu jest przechwytywana i analizowana. Przekierowanie może być także zrealizowane na nieistniejące adresy IP czy też adresy komputerów, z których ruch jest wysyłany. Wymaga ścisłej współpracy laboratoriów bezpieczeństwa z dostawcami internetu, domen oraz usług DNS.